# 潔西卡·德菲利波
潔西卡·德菲利波（英語：Jessica Christina De Filippo；2001年4月20日—）是一名加拿大足球員，在場上司職前鋒。

## 生平

### 俱樂部生涯
2024年7月，為了準備出戰中北美洲及加勒比海冠軍盃，溫哥華白浪女子青訓隊簽下了包括德菲利波在內的一批職業球員。7月20日，德菲利波在客場挑戰河流FC的常規賽中第一次為溫哥華白浪出場。8月9日，德菲利波在加拿大甲級足球聯賽省際女足錦標賽半決賽中一人攻進兩球，協助球隊以2-0擊敗皇家山烏特勒蒙，晉級總決賽。8月15日，德菲利波在客場挑戰聯盟FC的中北美洲及加勒比海冠軍盃附加賽上首發上陣。

### 國家隊生涯
2014年6月，德菲利波第一次為加拿大U-15國家隊出場。
2018年，德菲利波隨加拿大出戰2018年國際足協U-17女子世界盃，協助球隊奪得殿軍。
2019年10月，德菲利波入選加拿大女足和日本女足的友誼賽的大名單，但並未上陣。

## 榮譽

### 球會
溫哥華白浪
- 加拿大甲級足球聯賽省際女足錦標賽冠軍：2024